# 森山站

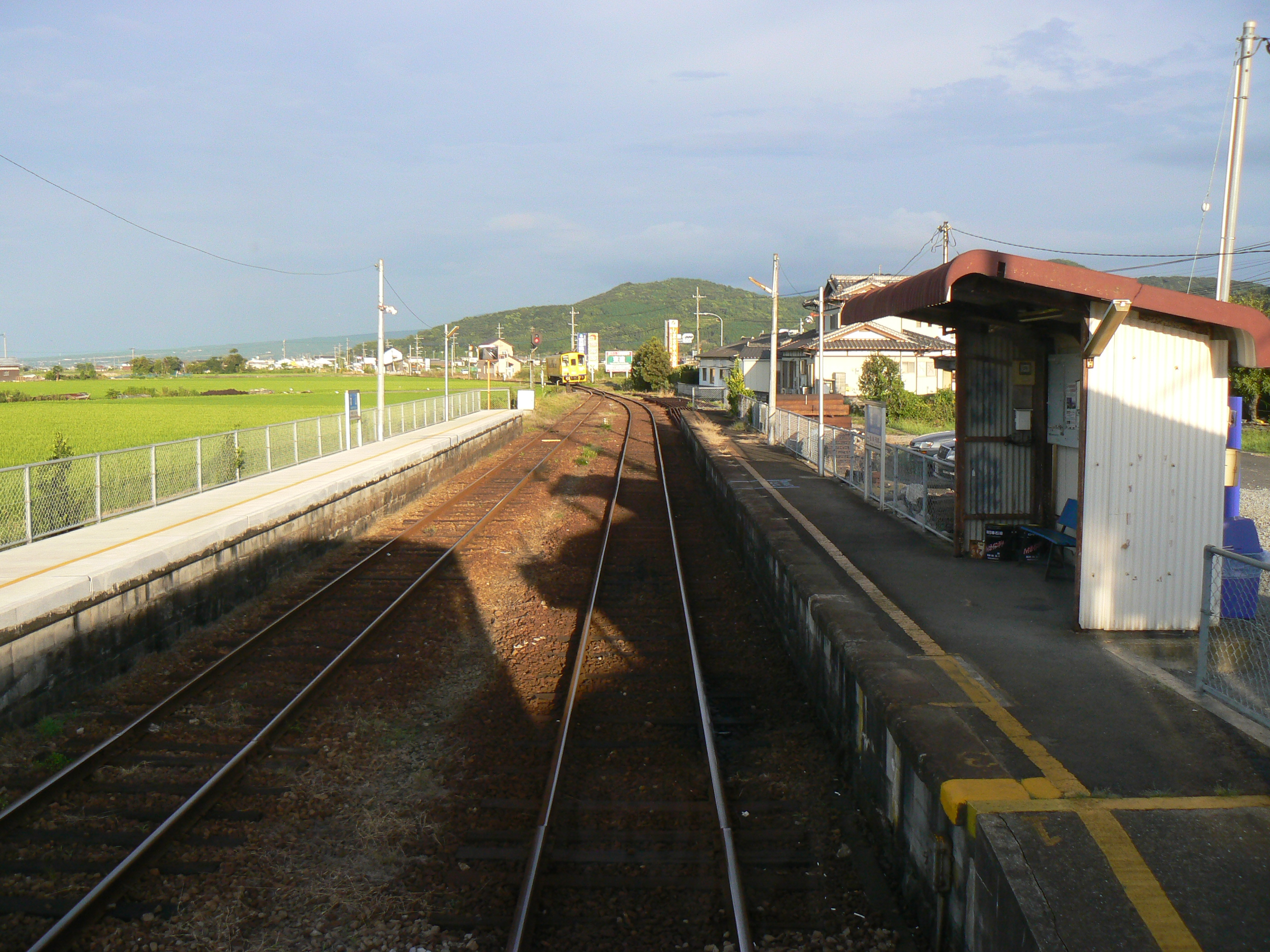
站內 望向釜之鼻方向（2007年8月）

森山站（日语：／ Moriyama eki */?）是位於長崎縣諫早市森山町下井牟田，島原鐵道的島原鐵道線車站。
在2005年3月北高來郡森山町與諫早市合併前，下行位於旧諫早市和森山町的邊界。此站的急行不會停站，這些列車會低速通過。

## 車站構造
車站是一座地面車站，設有2面2線的相對式月台。兩月台之間靠近干拓之里一方設有站內平交道（沒有遮斷機和警報機）。此站沒有車站大樓，候車室位於南邊月台上。此站是無人車站。

### 月台
| 月台                 | 路線        | 上下行 | 方向                 | 備註 |
| -------------------- | ----------- | ------ | -------------------- | ---- |
| 南邊（車站大樓一方） | ■島原鐵道線 | 上行   | 本諫早、諫早方向     |      |
| 北邊                 | ■島原鐵道線 | 下行   | 島原船津、島原港方向 |      |

## 車站周邊
車站在江戶時代已經位於諫早灣的圍墾和稻田地帶。車站鄰近縣道124號和國道57號交界處。縣道124號向南進發會到達丘陵盆地，該處設有古老村落上井牟田。在村落北邊設有下井牟田。

## 使用狀況
在2013年度的一年總乘車人次為21,238人，下車人次為28,280人。
以下為近年一年總乘車人次和下車人次變化。
| 年度               | 一年總 乘車人次 | 一年總 下車人次 |
| ------------------ | --------------- | --------------- |
| 2000年（平成12年） | 10,272          | 14,252          |
| 2001年（平成13年） | 11,016          | 15,978          |
| 2002年（平成14年） | 14,451          | 18,412          |
| 2003年（平成15年） | 16,599          | 20,902          |
| 2004年（平成16年） | 16,880          | 20,625          |
| 2005年（平成17年） | 19,853          | 24,485          |
| 2006年（平成18年） | 24,030          | 29,076          |
| 2007年（平成19年） | 26,512          | 31,673          |
| 2008年（平成20年） | 24,737          | 30,661          |
| 2009年（平成21年） | 22,474          | 28,238          |
| 2010年（平成22年） | 22,071          | 28,045          |
| 2011年（平成23年） | 22,326          | 29,024          |
| 2012年（平成24年） | 22,162          | 28,079          |
| 2013年（平成25年） | 21,238          | 28,280          |

## 歷史
- 1911年（明治44年）6月20日 - 車站啟用[3][4]。
- 1964年（昭和39年）6月1日 - 成為業務委託車站。
- 1968年（昭和43年）3月31日 - 結束貨物業務。
- 1968年（昭和43年）6月15日 - 成為無人車站。
- 1987年（昭和62年）2月 - 車站大樓重建[5]

## 相鄰車站
島原鐵道
■島原鐵道線
急行
通過
普通
干拓之里－森山－釜之鼻

## 注腳
1. ↑  第62版（平成27年）長崎統計年鑑 （页面存档备份，存于）（日語） - 長崎縣
2. ↑  長崎縣統計年鑑  （页面存档备份，存于）（日語），2020年9月5日參閲
3. ↑  『鉄道院年報. 明治44年度』（國立國會圖書館數碼化收藏）
4. ↑  官報指出是6月19日「輕便鐵道運輸開始」『官報』1911年9月8日（國立國會圖書館數碼化收藏）
5. ↑  《島原鐵道100年史》島原鐵道，2008年，141頁

## 外部連結
- 森山站 - 島原鐵道 （页面存档备份，存于）（日語）